# Jean De Clercq
Jean De Clercq, né le 17 mai 1905 à Anvers en Belgique et mort le 20 mars 1984 à Zoersel en Belgique, est un footballeur international belge.
Il a évolué comme milieu de terrain au Royal Antwerp FC où il a joué 220 matches de championnat et à 11 reprises en équipe nationale. Il a été présélectionné pour la Coupe du monde en 1930 à Montevideo.
Il est entraîneur du Great Old de 1949 à 1953, avec l'ancien gardien du club, Richard Gedopt.

## Palmarès
- International de 1930 à 1933 (11 sélections)
- Participation à la Coupe du monde 1930 (1 match)
- Champion de Belgique en 1929 et 1931 avec le Royal Antwerp FC